# ريغي توماس
ريغي توماس (بالإنجليزية: Reggie Thomas)‏ هو سياسي أمريكي، ولد في 20 مايو 1953. حزبياً، نشط في الحزب الديمقراطي.

## وصلات خارجية
- الموقع الرسمي